# Phalangodinella caporiaccoi
Phalangodinella caporiaccoi is een hooiwagen uit de familie Zalmoxioidae.